# Aubertin
Aubertin – miejscowość i gmina we Francji, w regionie Nowa Akwitania, w departamencie Pireneje Atlantyckie.
Według danych na rok 1990 gminę zamieszkiwało 607 osób, a gęstość zaludnienia wynosiła 35 osób/km² (wśród 2290 gmin Akwitanii Aubertin plasuje się na 638. miejscu pod względem liczby ludności, natomiast pod względem powierzchni na miejscu 641.).